# Црквиште у Рујковцу
Црквиште у Рујковцу, насељу на територији општине Медвеђа, остаци су црквене грађевине - базилике.
Једнобродна базилика је зидана од камена шкриљца и опеке, добро очувана у висини до једног метра. Укупна дужина базилике је 21, а ширина 6,30m. Унутрашње димензије наоса су 11,90 х 5,6m. Олтарска апсида је споља тространа, а са унутарње стране потковичаста. На западној страни базилике је нартекс са правоугаоним анексима од којих северни има полукружну апсиду на источној страни. У зидовима нартекса има неколико ниша. Са спољашње стране базилике на подужим зидовима налазе се четири масивна пиластра.
Према С. Ненадовићу базилике у селима Свињарица и Радиновцу и ова у Рујковцу су у тесној вези са великом тробродном базиликом на акропољу у Царичином граду.